# Pont suspendu de Bonneuil-Matours
Le pont suspendu de Bonneuil-Matours est un pont suspendu français situé à Bonneuil-Matours, dans la Vienne.
Ce pont routier permet le franchissement de la Vienne par la route départementale 2. Ouvert à la circulation en 1932, il est inscrit monument historique depuis le 24 octobre 2011.